# تریسی نلسن (هنرپیشه زن)
تریسی نلسن (انگلیسی: Tracy Nelson؛ زادهٔ ۲۵ اکتبر ۱۹۶۳) یک هنرپیشه و نویسنده اهل ایالات متحده آمریکا است.

## گزیده فیلمشناسی
از فیلم‌ها یا برنامه‌های تلویزیونی که وی در آن نقش داشته‌است می‌توان به آثار زیر اشاره کرد.

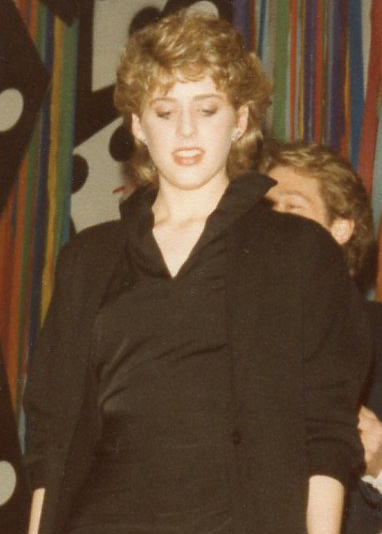

- رودخانه برفی (۱۹۹۵)
- ساینفلد (۱۹۹۸)
- مورفی براون (۱۹۹۸)
- هنوز وایسادیم (۲۰۰۳)